# Queen Elizabeth-klass (slagskepp)
Queen Elizabeth-klass var en fartygsklass bestående av slagskepp som togs i tjänst i brittiska Royal Navy 1915-16. Typfartyget var döpt efter Elisabet I av England. Dessa majestätiska slagskepp var överlägsna i eldkraft, skydd och hastighet till deras föregångare i Iron Duke-klassen samt föregående tyska fartygsklasser såsom König-klassen, även om motsvarande fartyg i Bayern-klassen var konkurrenskraftiga med undantag för att de var två knop långsammare. Som sådana betraktas de i allmänhet som de första snabba slagskeppen.
Fartygsklassen var de första slagskeppen som bestyckades med 15-tums (380 mm) kanoner och beskrevs i 1919 års upplaga av Jane's Fighting Ships som "den finaste klassen av stora fartyg hittills." De tjänstgjorde aktivt i båda världskrigen. Barham sänktes av en ubåt 1941, men de andra överlevde kriget och skrotades i slutet av 1940-talet

## Fartyg i klassen
| Namn                | Nummer | Varv                           | Kölsträckt       | Sjösatt          | I tjänst      | Öde                                 |
| ------------------- | ------ | ------------------------------ | ---------------- | ---------------- | ------------- | ----------------------------------- |
| HMS Queen Elizabeth | 00     | Portsmouth Dockyard            | 21 oktober 1912  | 16 oktober 1913  | januari 1915  | Skrotad 1948                        |
| HMS Warspite        | 03     | HMNB Devonport                 | 31 oktober 1912  | 26 november 1913 | March 1915    | Tagen ur tjänst 1947.               |
| HMS Valiant         |        | Fairfield Shipyard, Clydebank  | 31 januari 1913  | 4 november 1914  | februari 1916 | Skrotad 1948                        |
| HMS Barham          | 04     | John Brown Shipyard, Clydebank | 24 februari 1913 | 31 oktober 1914  | oktober 1915  | Sänkt av U-331 den 25 november 1941 |
| HMS Malaya          |        | Armstrong Shipyard, Tyneside   | 20 oktober 1913  | 18 March 1915    | februari 1916 | Skrotad 1948                        |